# المزارع واللقلق

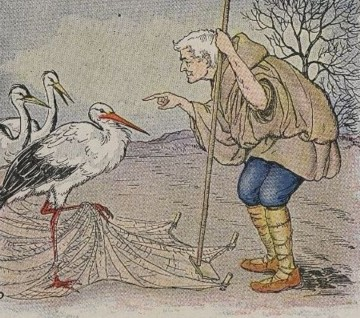
المزارع واللقلق ، رسمها ميلو وينتر في مختارات عيسوب عام 1919م

المزارع واللقلق هي إحدى حكايات إيسوب والتي اكتشفت مكتوبتاً باليونانيه في كلتا مجوعتي بابريوس وأفتونيوس واختلفا قليلا في سردها على مر العصور.

## القصة
تتناول القصة احداث كيف ان مزارعاً نصب شركاً في حقله للاطاحه بالإوز والكركيه الاتي كانتا يسرقن البذور التي يزرعها. وعندما تفقد الشرك وجد بين الطيور لقلقاً يطالبه النجاة لانه غير ضار ولم يشارك في سرقة البذور فرد عليه المزارع بانه بما انه وجده بين الطيور السارقة فسيكون مصيره مثل مصيرهم. المغزى من القصة والتي وردت في روايات من قبل ان الصاحب ساحب فختر من تصاحب.
على الرغم من ان خط سير احداث القصة كان ثابتا الا انها كتبت بعنوان مختلف تماما في perry index (بيري ايندكس) والمرقمه ب 194 انه الصائد الذي اوقع باللقلق في شباكه. ويشير ادرادوس في قائمة حكياته ببساطة ويروي قصة مزارع كما يفعل الشاعر اللاتيني الجديد هيرونيموس اوسيوس. بالنسبة إلى ويليام كاكستون (1484) نعته بانه كادحاً 41 وفي مجموعة صموئيل كروكسال (1722) نُعتَ بالفلاح.

## روابط خارجية
- الرسوم التوضيحية في الكتب